# Eks församling
Eks församling var en församling i Skara stift och i Mariestads kommun. Församlingen uppgick 2009 i Ullervads församling.

## Administrativ historik
Församlingen har medeltida ursprung. 
Församlingen utgjorde möjligen tidigt ett eget pastorat för att sedan till 1504 vara annexförsamling i pastoratet Ekby och Ek. Från 1504 till 1623 var den annexförsamling i pastoratet Ullervad och Ek som till 1584 även omfattade Leksbergs församling, från 1623 till 1874 annexförsamling i pastoratet Mariestad, Ullervad och Ek som mellan 1687 och 1724 även omfattade Leksbergs församling samt från 1874 till 2009 annexförsamling i pastoratet Ullervad och Ek som även omfattade: från 1 maj 1924 Ekby och Utby församlingar och från 1962 Tidavads församling, Odensåkers församling och Låstads församling. Församlingen uppgick 2009 i Ullervads församling.

## Kyrkor
- Eks kyrka